# تیلور آتلیان
 تیلور آتلیان (انگلیسی: Taylor Atelian؛ زادهٔ ۲۷ مارس ۱۹۹۵) یک هنرپیشه، و خواننده اهل ایالات متحده آمریکا است.